# Cyrtodactylus derongo
Cyrtodactylus derongo este o specie de șopârle din genul Cyrtodactylus, familia Gekkonidae, ordinul Squamata, descrisă de Walter Varian Brown și Parker 1973. Conform Catalogue of Life specia Cyrtodactylus derongo nu are subspecii cunoscute.